# Paroxyethira teika
Paroxyethira teika is een schietmot uit de familie Hydroptilidae. De soort komt voor in het Australaziatisch gebied.